# Come fare l'amore con un negro senza stancarsi (film)
Come fare l'amore con un negro senza stancarsi (Comment faire l'amour avec un nègre sans se fatiguer) è un film del 1989 diretto da Jacques W. Benoît, al suo primo ed unico lungometraggio, tratto dall'omonimo romanzo del 1985 di Dany Laferrière.

## Trama
Vieux e Bouba, due amici di colore, vivono in un appartamento dalle tinte tropicali a Montréal. Vieux lavora ad un romanzo e spende le sue giornate alla macchina da scrivere, Bouba si dedica invece alle sue attività preferite; dormire, ascoltare musica jazz e leggere Freud. I due sono seguiti da un ammiratore incondizionato, François, soggiogato dalla cultura nera. Sia Vieux che Bouba hanno in comune la passione per la droga ma non solo, entrambi amano anche sedurre belle donne bianche, grazie alla loro aria esotica. Nell'appartamento ne sfilano quindi di ogni genere ed ognuna di loro porta i suoi fantasmi riguardo ai neri e alle loro prestazioni sessuali. Miss Letteratura è la preferita di Vieux, mentre Bouba predilige le donne con problemi esistenziali con le quali può applicare le sue conoscenze freudiane. Questo andirivieni suscita però gelosie, soprattutto quelle di tre vogliosi uomini facenti parte di una gang di spacciatori di droga da loro conosciuti.
Mentre proseguono la loro vita tra desideri e le donne, la gang li tiene sotto stretta sorveglianza. Vieux finalmente termina il suo libro ed è una grande festa, ma gli spacciatori mettono a fuoco l'appartamento nella notte. Bouba e Vieux dormono profondamente quando vengono svegliati dai vigili del fuoco che li fanno evacuare, ma Vieux corre tra le fiamme per salvare il suo bene più prezioso: il manoscritto che lo renderà famoso.

## Produzione
Il film è costato 3 milioni di dollari canadesi.

## Accoglienza
Il film ha richiamato oltre 128 000 spettatori al botteghino francese. Ha ricevuto recensioni prevalentemente negative da parte della critica, tra cui da Janet Maslin del New York Times e Desson Howe del Washington Post, che l'hanno giudicato una versione annacquata del romanzo. La NAACP ha boicottato il film negli Stati Uniti a causa del titolo (How to Make Love to a Negro Without Getting Tired).

## Riconoscimenti
- 1990 – Genie Award
  - Candidatura per la miglior sceneggiatura non originale a Dany Laferrière e Richard Sadler
  - Candidatura per le migliori canzoni a Claude Dubois